# Île Saint-Pierre (Seychelles)
Pour les articles homonymes, voir Île Saint-Pierre.
L'île Saint-Pierre, en anglais St Pierre Island, est une île inhabitée des Seychelles située dans le groupe Farquhar des îles Extérieures.

## Géographie
L'île Saint-Pierre est située dans le Sud-Ouest des Seychelles et des îles Extérieures. Elle forme le groupe Farquhar avec l'atoll Farquhar au sud-est, l'atoll Providence à l'est et le récif Wizard au nord-est. L'île la plus proche est l'île Cerf de l'atoll Providence située à 35 kilomètres en direction de l'est-nord-est, Aldabra se trouve à environ 500 kilomètres en direction du sud-ouest et Mahé, l'île principale du pays, est distante de 704 kilomètres vers le nord-est.
L'île est circulaire avec 1,6 kilomètre de longueur pour 1,4 kilomètre de largeur soit 1,68 km2 de superficie. Il s'agit d'un atoll surélevé[réf. nécessaire]. Le bord Nord-Ouest de l'île est relevé tandis que son centre est occupé par une dépression située plus ou moins au niveau de la mer. Le sol de l'île est parsemé par de nombreuses cavités remplies d'eau de mer. Ses côtes sont entièrement formées de petites falaises maritimes de deux à trois mètres de hauteur surmontées de dunes dont le sable est projeté sur l'île par les vagues. Ces dunes atteignent une dizaine de mètres de hauteur et constituent le point culminant de l'île avec une altitude de douze mètres. Un petit récif corallien borde le littoral sud-est qui est fortement déchiqueté par l'érosion marine.
Le tiers Nord-Ouest de l'île est couvert d'une végétation tropicale composée de filaos, Pisonia, Cerbera odollam, Hibiscus tiliaceus et Pemphis. Le reste de l'île est couvert de Stachytarpheta indica, majoritaire depuis les années 1960, et Gaillardia pulchella, originaire d'Inde. Le sisal, Asystasia gangetica, la papaye, le datura stramoine et le bananier se rencontrent aux abords de l'ancien campement. Sporobolus virginicus couvrait les dunes de l'île.
L'île est considérée comme inhabitable en raison de l'absence d'eau douce. Néanmoins, une jetée est présente sur sa côte au nord-ouest à proximité de l'un ancien campement, vestiges d'une ancienne occupation de 1906 à 1972.

## Histoire
Saint-Pierre est le nom du bateau du capitaine Duchemin qui visita l'île en 1732.
L'île Saint-Pierre était entièrement couverte d'une forêt de Pisonia grandis avant l'extraction du guano à partir de 1906. À partir des années 1950, le sable et les roches de l'île sont aussi exploités jusqu'en 1972 par des travailleurs logeant dans un campement sur la côte Nord-Ouest de l'île. Ce campement était protégé du vent par des filaos plantés qui constituent depuis la majorité de la végétation haute de l'île.